# Монгольский национальный исторический музей
Монгольский национальный исторический музей (монг. Монголын үндэсний түүхийн музей) — крупнейший исторический музей Монголии, располагающийся в Улан-Баторе. До реконструкции 1991 года он назывался Музей Революции.

## История
Первый в Монголии — Монгольский народный музей — был основан в 1924 году и дал начало многочисленным специализированным музеям. Первые коллекции и экспозиции музея были составлены при помощи советских учёных и исследователей А. Д. Симукова, В. И. Лисовского, П. К. Козлова, а также американского палеонтолога Р. Ч. Эндрюса.
Современный Национальный музей, созданный из слияния исторического, археологического и этнографического отделений Центрального музея и Музея Революции в 1991 году, располагается в построенном в 1971 году здании последнего. В настоящее время считается одним из богатейших монгольских музеев.

## Экспозиция
Экспозиция представляет историю Монголии с палеолита до современности. Выставлен археологический материал, фотографии и схемы мест палеонтологических находок, нумизматика, оружие, предметы быта и культа. Одна из новейших экспозиций — материалы раскопок 2000 года гробницы Бильге-хана Богю (VIII век).